# Arma delle trasmissioni
L'Arma delle trasmissioni è una delle più giovani dell'Esercito Italiano. Oggi le comunicazioni sono anche uno dei fondamenti dell'esercito moderno.
Le trasmissioni traggono origine dalla Specialità telegrafisti del genio creata nel 1883, in seguito, il 16 maggio 1953, la Specialità collegamenti viene ridenominata in specialità autonoma Trasmissioni con propri fregi e mostrine. Il 30 dicembre 1997 viene sancita la nascita dell'Arma.

## Organizzazione
È divisa in due specialità: telematica e guerra elettronica.
La telematica si occupa dei collegamenti sia tattici sia strategici e delle contromisure elettroniche, sia in patria sia nei teatri operativi;
La guerra elettronica si occupa delle intercettazioni delle comunicazioni nemiche e del disturbo delle stesse. L'efficienza delle trasmissioni si è resa sempre più necessaria per assicurare il costante collegamento dei Comandi con le unità e per la riuscita delle operazioni militari.

## Storia

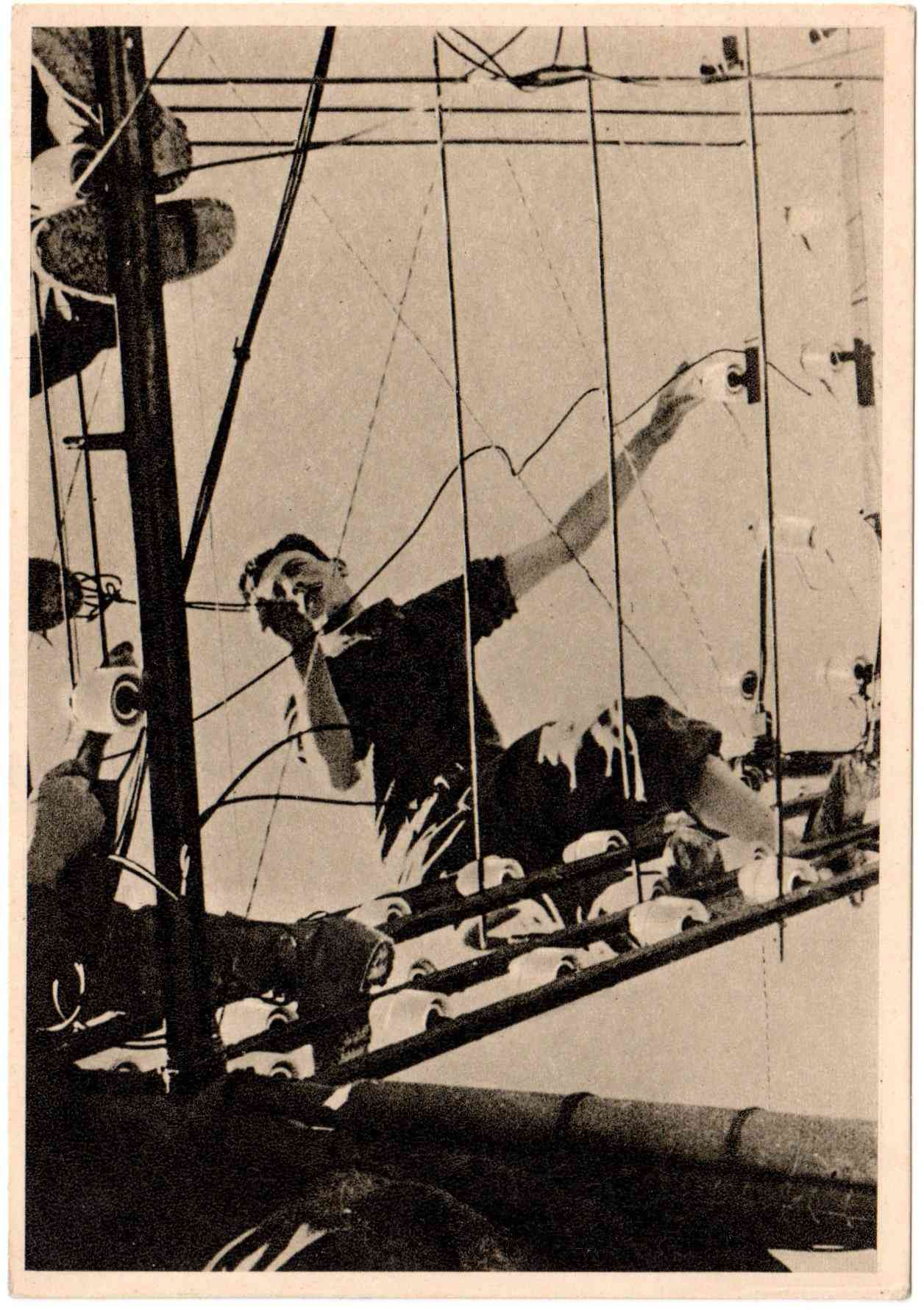
Genio telegrafisti al lavoro

Ricostruzione storica di un posto radiogoniometrico e di una stazione radio in ambiente coloniale

Il regio decreto del 12 settembre 1860, approvando le Norme provvisorie del servizio dei telegrafi presso l'Armata, sanzionò la nascita delle Trasmissioni nell'Esercito Italiano. I trasmettitori vennero inquadrati come specialità nell'Arma del genio. Si ebbero così quattro specialità:
- telegrafisti
- telefonisti
- fototelegrafisti
- radiotelegrafisti.

L'avvento della radio rese più efficace l'azione di comando a distanza, che consente tempestività di intervento delle unità e adeguamento della manovra alla situazione operativa; ciò ha determinato una sempre maggiore intensificazione dei collegamenti e dei reparti delle trasmissioni. Nel 1953 alla Specialità Collegamenti del Genio fu data la denominazione di Trasmissioni e trasformata in specialità autonoma, fino al 1997 sempre inquadrata nell'Arma del genio, quando la specialità assurse a vita e ordinamento autonomi.
Viene curato particolarmente l'addestramento degli specialisti ad elevata efficienza tecnica, e si rinnovano continuamente materiali e sistemi.

Ricostruzione posto radiotelegrafonico campale - 1950-1960

### Dopo la ristrutturazione del 1975
In seguito alla grande ristrutturazione dell'Esercito italiano del 1975, le trasmissioni assumono il seguente organico:
- Ispettorato delle trasmissioni
- Scuola delle Trasmissioni
- Scuola Specializzati delle Trasmissioni
- Centro Difesa Elettronica
- 2 Battaglioni trasmissioni per il supporto degli organi centrali
  -  10º Battaglione trasmissioni "Lanciano" (Roma) (con compiti territoriali)
  -  11º Battaglione trasmissioni "Leonessa" (Civitavecchia) (con compiti operativi)
- 3 Battaglioni trasmissioni e 1 Compagnia autonoma per il supporto dei corpi d'armata operativi
  -  3º Battaglione trasmissioni "Spluga" (Milano) (per il 3 °C.A.)
  -  4º Battaglione trasmissioni "Gardena" (Bolzano) (per il 4 °C.A.)
  -  5º Battaglione trasmissioni "Rolle" (Sacile) (per il 5 °C.A.)
  - 7ª Compagnia trasmissioni (Bassano del Grappa) (per il Cdo Truppe Carnia Cadore)
- 4 Battaglioni trasmissioni per il supporto delle divisioni operative
  -  107º Battaglione trasmissioni "Predil" (Udine) (per la d. Mantova)
  -  184º Battaglione trasmissioni "Cansiglio" (Treviso) (per la d. Folgore)
  -  231º Battaglione trasmissioni "Sempione" (Novara) (per la d. Centauro)
  -  232º Battaglione trasmissioni "Fadalto" (Casarsa) (per la d. Ariete)
- 1 Battaglione trasmissioni per il supporto della brigata missili
  -  13º Battaglione trasmissioni "Mauria" (Portogruaro)
- 24 Compagnie trasmissioni per il supporto delle Brigate operative
- 2 Compagnie trasmissioni per il supporto delle unità di artiglieria contraerei
  - 24ª Compagnia trasmissioni (Mantova)
  - 25ª Compagnia trasmissioni (Mestre)
- 7 Battaglioni trasmissioni e 2 Compagnie autonome per la gestione della rete trasmissioni nazionale (ciascuno di questi reparti aveva alle dipendenze stazioni e ponti radio e centri nodali, dislocati lungo l'arco alpino e appenninico)
  - 23ª Compagnia trasmissioni "Sella" (Peschiera del Garda) per COMLANDSOUTH e COMFIVEATAF della NATO al bunker West Star
  -  32º Battaglione trasmissioni "Valles" (Padova) (per il Cdo Scacchiere)
  -  41º Battaglione trasmissioni "Frejus" (Torino) (per la RMNO)
  -  42º Battaglione trasmissioni "Pordoi" (Padova) (per la RMNE)
  -  43º Battaglione trasmissioni "Abetone" (Firenze) (per la RMTE)
  -  44º Battaglione trasmissioni "Penne" (Roma) (per la RMCE)
  -  45º Battaglione trasmissioni "Vulture" (Napoli) (per la RMME)
  -  46º Battaglione trasmissioni "Mongibello" (Palermo) (per la RMSI)
  - 47ª Compagnia trasmissioni, poi 47º Battaglione trasmissioni "Gennargentu" (Cagliari) (per il Cdo Sardegna)
- 1 Battaglione ricerca elettronica a livello strategico, con alle dipendenze stazioni di intercettazione distaccate sulla penisola:
  -  8º Battaglione ricerca elettronica "Tonale" (Anzio)
- 2 Battaglioni guerra elettronica, di cui 1 a livello strategico e 1 per lo scacchiere nord-est
  -  9º Battaglione guerra elettronica "Rombo" (Anzio)
  -  33º Battaglione guerra elettronica "Falzarego" (Conegliano)

### Gli anni 2000
Il 19 maggio 1998 le trasmissioni sono inquadrate nel neo costituito "Comando C4 IEW", insieme al Raggruppamento RISTA EW, alle dipendenze del Comando Supporti delle Forze Operative Terrestri.
Il Decreto Legislativo 30 dicembre 1997, n. 490, sancisce la costituzione delle Trasmissioni in Arma, che dal 1º giugno 1999 viene articolata in due specialità: Telematica e Guerra elettronica.
Nel 2003 il comando assume la nuova denominazione di "Comando Trasmissioni e Informazioni Esercito" (CoTIE) fino al 2007, quando nasce la "Brigata trasmissioni", che nel 2017 assume la denominazione di "Comando Trasmissioni" con sede in Roma, per assicurare una gestione unitaria dell'intero settore C4I dell’Esercito e, insieme alla Brigata RISTA EW, sono alle dipendenze del COMFOTER Supporto.

## Unità
L'attuale consistenza dell'Arma delle trasmissioni comprende:
- 1 Scuola delle trasmissioni e informatica
- 1 Comando trasmissioni dell'Esercito
  - 4 Reggimenti trasmissioni di supporto alla manovra (delle unità operative)
  - 3 Reggimenti trasmissioni di supporto nazionale (per la gestione della rete infrastrutturale nazionale)
- 1 Reggimento di guerra elettronica
- 1 Reggimento di sicurezza cibernetica
- 1 Reggimento trasmissioni per le esigenze del Comando di Corpo d'Armata NATO NRDC-ITA
- 2 Battaglioni TLC di sostegno logistico, riparazioni e rifornimenti
- 4 Compagnie trasmissioni di supporto ai comandi Divisione e Forze Speciali
- 3 Compagnie trasmissioni di supporto alle unità di artiglieria contraerei
- 11 Compagnie trasmissioni di supporto alle brigate di manovra e al 9º Reggimento d'assalto paracadutisti "Col Moschin"

Ordine di Battaglia:
- Comando trasmissioni (COMFOTER Supporto)
  -  Scuola delle trasmissioni e informatica[2] (con sede a Roma, città militare Cecchignola)
  -  2º Reggimento trasmissioni alpino[3]
    - Battaglione Trasmissioni "Gardena"
    - Battaglione Trasmissioni "Pordoi"

  -  3º Reggimento trasmissioni[4]
    - Battaglione Trasmissioni "Lanciano"
    - Battaglione Trasmissioni "Abetone"[5]
    - Battaglione Trasmissioni "Gennargentu"[6]

  -  7º Reggimento trasmissioni[7]
    - Battaglione Trasmissioni "Rolle"
    - Battaglione Trasmissioni "Predil"

  -  11º Reggimento trasmissioni[8]
    - Battaglione Trasmissioni "Leonessa"
    - Battaglione Trasmissioni "Tonale"

  -  32º Reggimento trasmissioni[9]
    - Battaglione Trasmissioni "Valles"
    - Battaglione Trasmissioni "Frejus"[10]

  -  46º Reggimento trasmissioni[11]
    - Battaglione Trasmissioni "Mongibello"
    - Battaglione Trasmissioni "Vulture"[12]

  -  232º Reggimento Trasmissioni[13]
    - Battaglione Trasmissioni "Legnano"
    - Battaglione Trasmissioni "Fadalto"
- Brigata Informazioni Tattiche (unità di guerra elettronica)
  -  33º Reggimento EW[14]
    - Battaglione Trasmissioni "Falzarego"

  -  9º Reggimento Sicurezza Cibernetica "Rombo"[15]
    - Battaglione Sicurezza Cibernetica
- 1º Reggimento trasmissioni della Brigata di supporto al NRDC-ITA[16]
  - Battaglione Trasmissioni "Spluga"
  - Battaglione Trasmissioni "Sempione"
- 44º Battaglione sostegno TLC "Penne"[17]
- 184º Battaglione sostegno TLC "Cansiglio"[18]

## Onorificenze concesse alla Bandiera di Guerra dell'Arma delle Trasmissioni
La Bandiera di Guerra dell'Arma delle Trasmissioni, concessa con decreto presidenziale del 30 giugno 1998 e da allora custodita presso la Scuola delle Trasmissioni in Roma Cecchignola, è decorata delle seguenti onorificenze: